# Rejon bogoduchowski
Rejon bogoduchowski (ukr. Богодухівський район) – rejon na Ukrainie, w obwodzie charkowskim, z siedzibą w Bogoduchowie. Jego powierzchnia wynosi 4508,1 km², zaś liczba ludności wynosi 122,3 tys. osób.
Rejon graniczy z Rosją.
Rejon składa się z 5 hromad terytorialnych:
- Bogoduchów(inne języki)
- Wałky(inne języki)
- Zołocziw(inne języki)
- Kołomak(inne języki)
- Krasnokutśk(inne języki)

Rejon został utworzony 19 lipca 2020 roku decyzją Rady Najwyższej z 17 lipca 2020 roku o przeprowadzeniu reformy administracyjno-terytorialnej Ukrainy. W jego skład weszły dotychczasowe rejony:
- rejon bogoduchowski
- rejon wałkowski
- rejon zołocziwski
- rejon kołomacki
- rejon krasnokutski.